# Artikel 29-gruppen
Artikel 29-gruppen, formellt arbetsgruppen för skydd av enskilda med avseende på behandlingen av personuppgifter, var en rådgivande och oberoende arbetsgrupp inom Europeiska unionen som ansvarade för att ta fram riktlinjer för tillämpningen av dataskyddsdirektivet. Arbetsgruppen bestod av företrädare för de ansvariga nationella tillsynsmyndigheterna, Europeiska datatillsynsmannen och Europeiska kommissionen.
Till artikel 29-gruppens uppgifter hörde bland annat att avgöra frågor som rörde tillämpningen av dataskyddsdirektivet på nationell nivå i syfte att bidra till en enhetlig tillämpning av bestämmelserna inom hela unionen. Arbetsgruppen hade även till uppgift att yttra sig till kommissionen om skyddsnivån inom unionen och i tredjeländer, att ge råd om varje föreslagen ändring av dataskyddsdirektivet eller andra åtgärder i frågor som rörde fysiska personers fri- och rättigheter samt att avge yttranden om de uppförandekoder för behandling av personuppgifter som utarbetades på europeisk nivå. Därutöver hade arbetsgruppen möjlighet att på eget initiativ utfärda rekommendationer i alla frågor som rörde skyddet av fysiska personer med avseende på behandling av personuppgifter.
Artikel 29-gruppen inrättades genom artikel 29 i dataskyddsdirektivet. Arbetsgruppen fattade sina beslut med enkel majoritet bland tillsynsmyndigheternas företrädare. En ordförande för arbetsgruppen utsågs för en period av två år i taget, som kunde förnyas. Kommissionen bistod arbetsgruppen med ett sekretariat.
Artikel 29-gruppen ersattes av Europeiska dataskyddsstyrelsen den 25 maj 2018 när dataskyddsförordningen ersatte dataskyddsdirektivet.